# Mqabba FC
A Mqabba FC máltai labdarúgócsapat, melyet 1957-ben alapítottak. Székhelye Mqabba városában található. 

## Korábbi nevei
- 1957–1961: Mqabba Hajduks (alapítási név)
- 1961–2003: Mqabba Hajduks FC (egyesült a Mqabba Ramblers-szel)

2003 óta jelenlegi nevén szerepel.

## Külső hivatkozások
- Hivatalos oldal (angolul)
- Adatlapja az uefa.com-on (angolul)
- Adatlapja Archiválva 2016. március 4-i dátummal a Wayback Machine-ben a foot.dk-n (dánul)
- Legutóbbi eredményei a Soccerwayen (angolul)